# Karl Schweickhard
Karl-Friedrich Schweickhard (18 de Junho de 1883 — 5 de Julho de 1968) foi um militar alemão da Luftwaffe. Participou na Primeira Guerra Mundial e na Segunda Guerra Mundial, na qual desempenhou funções no comando de um Luftkreis.